# ヨミオとジュリエット
『ヨミオとジュリエット(Yomio & Juliet)』は、読売新聞土曜夕刊『週刊KODOMO新聞』に連載された、英語の学習を目的としたコーナー及びひちゃこによる漫画作品。

## 概要
中学生を対象にした英会話入門漫画で、2006年4月1日から2010年9月25日まで連載された。連載開始から2007年4月7日までは漫画ではなくイラスト形式で掲載されていた。
2007年4月14日から隔週で2コマと3コマの交互で漫画編がスタートし、2008年4月5日から漫画が毎週3コマになった。
漫画は横並びで左から順に読んでいく構成になっており、ふきだしの部分は英語で書かれている。ふきだし部分以外のセリフや描き文字は日本語で記述されている。漫画の左側には英語で書かれたセリフの和訳が載っている。

## 主な内容
ヨミオが通う中学校にアメリカ人のジュリエットが転校してくる。クラスメートやヨミオの家族との会話を英語で紹介していく。

## 登場人物
ヨミオ(読男)
中学２年生の少年。野球とサッカーが大好き。ヨミオの住む家はジュリエットの家の隣で、ヨミオはよくベランダを通してジュリエットの家とを行き来している。
ジュリエット(Juliet)
ヨミオの家の隣に引っ越してきた、ヨミオと同年のアメリカ人の少女。金髪で、目の色は青。
ウリコ(売子)
ヨミオの妹。
タカオ(孝夫)
ヨミオのクラスメート。ぽっちゃり体型でメガネをかけている。食いしん坊で鉄道オタク。
タケル
タカオの弟。
マユミ
三つ子の姉。
ユカ
ヨミオのいとこの姉。
田中先生
ヨミオが通う中学校の英語教師。
アリサ先生
フルネームは『小山アリサ』。大学生の時に1年間イギリスに留学した後、ヨミオのクラスの副担任に着任。

## 書籍情報
2017年9月22日、2006年4月1日から2007年2月3日までの連載をまとめた電子書籍『Yomio & Juliet ステキな転校生と楽しく英会話 1』が発売された。巻末には描き下ろしのオマケ漫画が掲載されている。
連載終了から約7年後に書籍化を果たした経緯について、イラストを担当したひちゃこは「『Hi, Annie!』の最終巻の表紙を描いていた際に『ヨミオとジュリエット』の書籍化を打診してみたら、良い返事が返ってきた。もっと早く言ってみれば良かった。」と語っている。
- 2017年9月22日発行『Yomio & Juliet ステキな転校生と楽しく英会話 1』
- 2017年10月20日発行『Yomio & Juliet ステキな転校生と楽しく英会話 2』
- 2017年12月29日発行『Yomio & Juliet ステキな転校生と楽しく英会話 3』
- 2018年2月2日発行『Yomio & Juliet ステキな転校生と楽しく英会話 4』
- 2018年3月30日発行『Yomio & Juliet ステキな転校生と楽しく英会話 5』
- 2018年5月25日発行『Yomio & Juliet ステキな転校生と楽しく英会話 6』

## 備考
ヨミオが通う中学校には制服が無く、アメリカのフリースクールのように私服で学校生活を送っている。